# Orust
Orust er en ø i Bohuslän, Västra Götalands län i Sverige. Efter Gotland og Öland er den Sveriges tredjestørste ø, og er adskilt fra fastlandet og fra naboøen Tjörn, af flere fjorde og smalle sunde. Sammen med en række omkringliggende øer, så som Käringön, Härmanö, Gullholmen, Flatön, Malö og Lyrön, udgør den Orusts kommune.

## Historie[1]
De første mennesker kom til Orust efter istiden for 11.000 år siden. Deres bopladser, som den gang lå ved stranden, ligger i dag 40-50 meter over havet, fordi vandstanden er faldet. I Enersbacken er der fundet stenøkser og pilespidser.
Der er fundet grave og helleristninger fra bronzealderen. I 1884 fandt man et sværd af bronze i Ellösfjorden. Sværdet er 101,5 cm langt og er et af de længste fra bronzealderen, som er fundet i Sverige. Siden Bohuslän blev erobret i 1658, har Orust været svensk.
Øens beliggenhed ved havet gjorde, at fiskeri var et vigtigt erhverv for befolkningen. I 1752 var der en stor mængde sild, og hele 1700-tallet kaldes "den store sildeperiode", som varede frem til 1808. Sildefiskeriet ophør indebar, at bygderne blev affolket og flere fiskerlejer var ved helt at forsvinde.
Efter fiskeriperioden øgedes jordbruget, men udviklingen af metoder og maskiner, betød at behovet for arbejdskraft blev mindsket, hvorved Orust igen blev et affolkningsområde. Fra 1900 til 1968 blev befolkningen halveret.
Efter 1950 begyndte flere af øens værfter at fremstille platikbåde og endnu i dag er værftsindustrien vigtig på Orust.
Indbyggertallet har varieret kraftigt i årenes løb. I 1528 havde øen 2.100 indbyggere. Befolkningen var størst i 1880, med 18.129 indbyggere. I 2006 havde kommunen 15.185 indbyggere, hvoraf nogle tusinde bor på omkringliggende øer.

## Byer
- Barrevik
- Edshultshall
- Ellös
- Henån
- Hälleviksstrand
- Kungsviken
- Mollösund
- Morlanda
- Myckleby
- Nösund
- Slussen
- Stillingsön
- Stocken
- Svanesund
- Svanvik
- Varekil

## Transport
Länsväg 160 passerer øen, Länsväg 178 løber mellem Varekil og Ellös. Vägverket driver færgetrafik på strækningerne Svanesund-Kolhättan, Lyresten-Lyr og Fröjdendal-Malö. Västtrafik driver personfærgetransport på strækningerne Hälleviksstrand-Käringön og Tuvesvik-Gullholmen.
Ved Sundsandvik er øen forbundet med fastlandet tæt på Uddevalla via Nötesundsbron, desuden er den forbundet
med Tjörn via yderligere broer.